# Minna Jørgensen
Minna Sophie Nielsine Jørgensen (født 22. december 1904 i København, død 12. februar 1975) var en dansk skuespiller.

## Biografi
Minna Jørgensen er uddannet fra Arbejdernes Teater. Hun debuterede på Nørrebros Teater i 1930'erne. Sidenhen har hun haft hyppige opgaver som freelancer i radioteatret og – i de senere år – en del opgaver i tv-teatret.

## Filmografi
Udvalgte film som Minna Jørgensen har medvirket i.
- Genboerne – 1939
- Alle går rundt og forelsker sig – 1941
- Når bønder elsker – 1942
- Otte akkorder – 1944
- Hans store aften – 1946
- Tre år efter – 1948
- Familien Schmidt – 1951
- Himlen er blå – 1954
- En kvinde er overflødig – 1957
- Far til fire på Bornholm – 1959
- Bussen – 1963
- Selvmordsskolen – 1964